# كارلوس كاستيلان
كارلوس كاستيلان (بالإنجليزية: Carlos Castellan)‏ مواليد 08 فبراير 1962 في روساريو، الأرجنتين، هو لاعب كرة مضرب أرجنتيني سابق كان يلعب باليد اليمنى.

## روابط خارجية
- كارلوس كاستيلان على موقع رابطة محترفي التنس (الإنجليزية)
- كارلوس كاستيلان على موقع الاتحاد الدولي لكرة المضرب (الإنجليزية)
- كارلوس كاستيلان على موقع كأس ديفيز (الإنجليزية)
- كارلوس كاستيلان على موقع خلاصة التنس.كوم (الإنجليزية)